# Ernst Albrecht Ebbinghaus
Ernst Albrecht Ebbinghaus (* 15. Februar 1926; † 1. Juni 1995) war ein deutsch-amerikanischer germanistischer Mediävist. Er war Sohn des Philosophen Julius Ebbinghaus und Enkel des Psychologen Hermann Ebbinghaus. Er lebte zuletzt in Bellefonte, Pennsylvania, und war mit seiner ehemaligen Studentin Judy kinderlos verheiratet.
Schwerpunkt seiner Arbeit waren die Herausgabe und Beschreibung alt- und mittelhochdeutscher Texte und Regelwerke. Besondere Beachtung schenkte er dem Gotischen. Sein Schüler Christian T. Petersen sowie der Köln-Bonner Indogermanist Frank Heidermanns haben sich des Nachlasses angenommen.

## Lehrtätigkeit
- Philipps-Universität Marburg (Nachfolge Karl Helm)
- Washington University in St. Louis (Nachfolge James Marchand)
- State College, Pennsylvania State University.

## Werke
- Gotica (postum). Innsbruck 2003. ISBN 3-85124-689-6
- Opus Postumum. Darmstadt 2004. ISBN 978-3-935869-10-2